# Obstakelloop

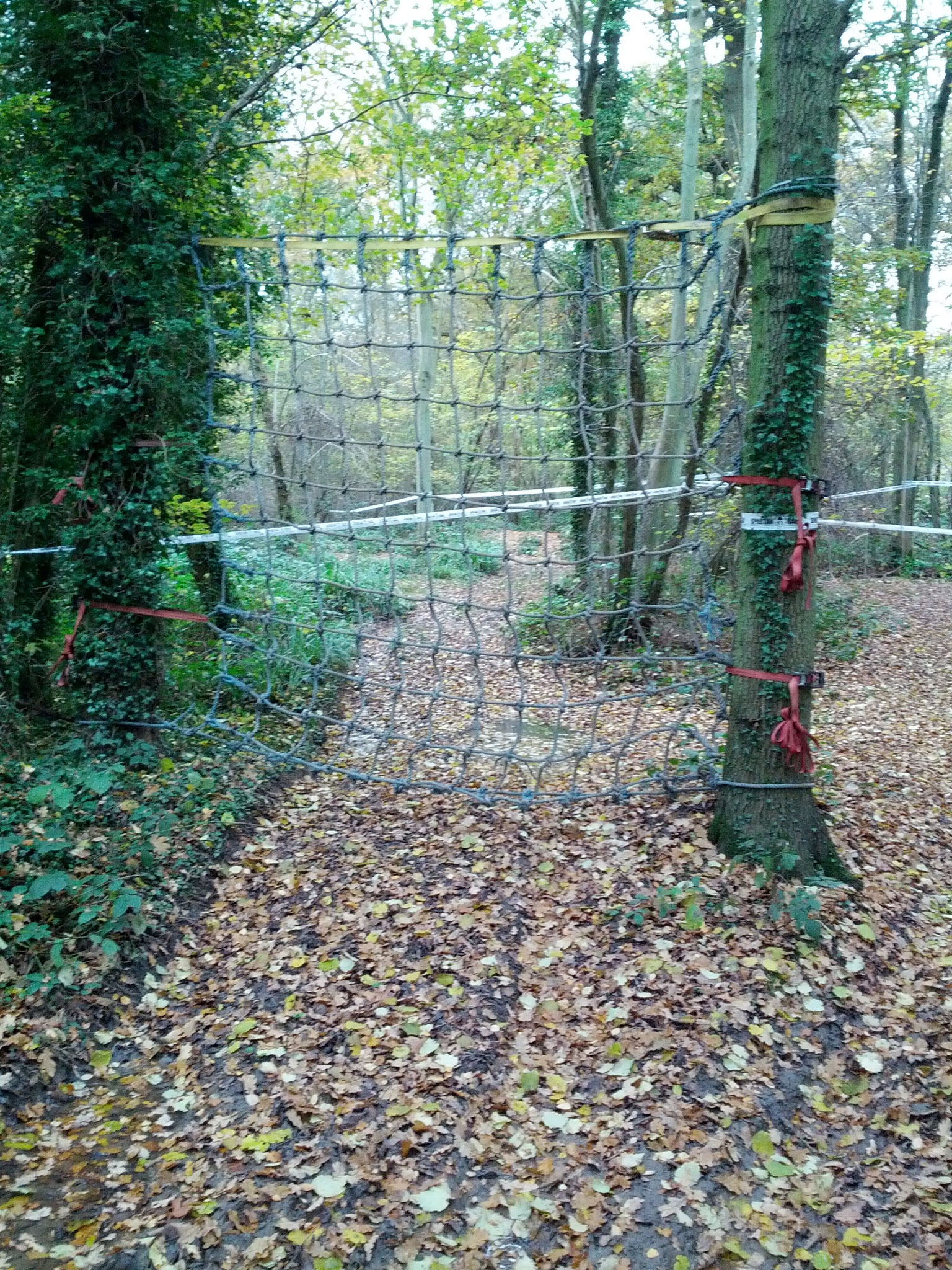
Obstakel tijdens een obstakelloop

Een obstakelloop (Engels: obstacle run) is een hardloopevenement waarbij de deelnemers onderweg diverse obstakels tegenkomen. Vaak gaat de route door de natuur en komen de deelnemers onderweg modder en water tegen. Voorbeelden van obstakels zijn houten muren, het kruipen onder prikkeldraad, door sloten zwemmen, over vuur spring, over touwnetten klimmen en soms zelfs onder stroom gezet worden. Het doel is om de deelnemers de fysieke en psychologische grenzen van zijn of haar kunnen op te laten zoeken.

## Geschiedenis
Hoewel in 1980 reeds een 'polder-prutrace' werd georganiseerd in Krommeniedijk, ter gelegenheid van het 700-jarig bestaan van het dorp destijds, vond de eerste echte obstakelloop plaats in Engeland in 1987. De Britse soldaat Billy Wilson had een 15 kilometer lange stormbaan bedacht voor zijn evenement Tough Guy. De sport nam echt een grote vlucht toen de Harvard-student Will Dean bij Wilson in de leer ging en met zijn idee aan de haal ging. Hieruit is Tough Mudder geboren, dat uitgroeide tot een bedrijf met een omzet van 70 miljoen dollar in 2012.

## Obstakellopen in Nederland en België
Obstakellopen waren geen volslagen nieuw fenomeen in Nederland, maar het succes in de Verenigde Staten zorgde ook in Nederland en België sinds 2012 voor een verhoogde populariteit. In dat jaar werden evenementen als de Strongmanrun, Urbanathlon en Mudmasters georganiseerd. In 2013 kwamen daar diverse nieuwe evenementen bij waaronder Strong Viking, Breakout Run en Stormloop waarvan er al enkele snel uitverkocht waren. De sport begon in Nederland en België ook serieus voet aan de grond te krijgen. 
Begin 2015 was de oprichting van een sportbond voor de obstakelsport. In 2016 werd voor het eerst het Europees kampioenschap georganiseerd in Wijchen tijdens de OCR series van Strong Viking.

## Survivalrun
Een survivalrun is niet hetzelfde als een obstakelloop. Het grote verschil tussen survivalruns en deze wedstrijden is dat de hindernissen van survivalruns van een aanzienlijk zwaardere klasse zijn, waarbij het beheersen van bepaalde klimtechnieken vereist is. Survivalruns zijn vaak ook niet-commercieel.